# Nealsomyia rufella
Nealsomyia rufella är en tvåvingeart som först beskrevs av Mario Bezzi 1925.  Nealsomyia rufella ingår i släktet Nealsomyia och familjen parasitflugor. Inga underarter finns listade i Catalogue of Life.